# حادثة إطلاق النار في باركلاند 2018
حادثة إطلاق النار في فلوريدا هو حادث إطلاق نار وقتل جماعي وقع يوم الإربعاء 14 فبراير 2018 بحدود الساعة 2:20 مساء، في مدرسة مارجوري ستونمان داغلاس في بلدة باركلاند على بعد 72 كيلومترا شمالي مدينة ميامي، خلف الهجوم 17 قتيلا و14 جريحا من طلاب وموظفي المدرسة.

## المتهم
كشف شريف مقاطعة بروارد سكوت إزريل، أن منفذ الهجوم يدعى نيكولاس كروز. وهو طالب سابق في المدرسة فُصل منها لأسباب تأديبية. ذكرت عدة تقارير أن نيكولاس كروز كان عضوًا في منظمة جمهورية فلوريدا اليمينية، لكن زعيم المنظمة صرح أن جماعته ليس لها علاقة بالحادثة.
. وذكرت صحيفة واشنطن بوست الأمريكية، أن كروز كان يتلقى علاجاً داخل مركز للصحة العقلية لكنه توقف عن تلقي العلاج، وقطع الكثير من معارفه علاقتهم به جزئياً، بسبب أنه كان يشارك صوراً وتقارير عن حبه لقتل الحيوانات عبر حسابه في إنستقرام، كما كان لديه ولعاً بالأسلحة، وامتلك بندقية من طراز «إيه آر-15» 

## الضحايا
خلف الهجوم مقتل 17 شخصاً من طلاب وموظفي المدرسة، و14 جريحا أخذوا إلى المستشفيات، و3 منهم في حالة حرجة. و12 من المقتولين قتلوا داخل حرم المدرسة، واثنان قتلوا أمام المدرسة، وواحد منهم في الشارع، واثنان بعد وصولهم المستشفى.
- أليسا الهديف، 14 عام
- سكوت بيغل، 35 عام
- مارتين دوك، 14 عام
- نيكولاس دوريت، 17 عام
- آرون فيس، 37 عام
- جيمي غوتنبرغ، 14 عام
- كريس هيكسون، 49 عام
- لوك هوير، 15 عام
- كارا لوجران، 14 عام
- جينا مونتالتو، 14 عام
- جواكين أوليفر، 17 عام
- ألينا بيتي، 14 عام
- ميدو بولاك، 18 عام
- هيلينا رامزي، 17 عام
- أليكس شاشتر، 14 عام
- كارمن ششنتروب، 16 عام
- بيتر وانغ، 15 عام

## ما بعد الحادثة
نصب المستجيبون الأولون خيمة فرز المصابين، ووفرت منطقة المدرسة إعانة للمفجوعين، وأعلن النائب العام لولاية فلوريدا بام بوندي أن الولاية ستدفع عن تكاليف الجنازات والعلاج النفسي.
وعلى الأقل ثلاث مقاطعات في فلوريدا وفيرجينيا أضافت من حضور الشرطة في المدارس رداً للحادثة. المبنى حيث كانت الحادثة سوف تهدم.

## محاولة انتحار
قامت فتاة أمريكية بالانتحار بإطلاق النار على رأسها، في ولاية فلوريدا، بعد شهور من نجاتها من الحادثة، والفتاة اسمها سيدني أبيلوا، تبلغ من العمر 19 عاماً، والفتاة تحب الرياضة واليوغا ومهتمة بدخول الجامعة وكُلية الطب خاصة، ولكن بعد تخرجها من المدرسة كانت تكره الفصول الدراسية، وقال الأطباء أن سيدني تعاني مما يعرف بمتلازمة ذنب الحياة.
وتفاجأت عائلات ضحايا أكبر “مجزرة” داخل مدرسة في تاريخ الولايات المتحدة، بالحكم الذي أصدرته المحكمة الأميركية يوم الخميس 13 أكتوبر 2022م الجاني نيكولاس كروز، حيث أعلنت المحكمة الأميركية حكمها، استناداً لشهادة المحلفين، وبحضور عائلات الضحايا.
وأصدرت المحكمة حكم السجن المؤبد دون فرصة إطلاق سراح مشروط، بحق كروز، مما أصاب عائلات الضحايا بصدمة، لأنه لم يحصل على حكم الإعدام.
وبدا الغضب على عائلات الضحايا في المحكمة، بينما قام بعضهم بمغادرة القاعة، عند قراءة قرار المحلفين بشأن كل ضحية من الـ17.
واعتبر المحلفين أن المسببات مثل الاختلال العقلي والاضطراب النفسي، لعبت دوراً في جريمة كروز، مما دفعه للقيام بالجريمة، وهو الأمر الذي أدى لمنحه حكم السجن المؤبد بدلاً من الإعدام.
وعبر أولياء أمور الضحايا عن استياءهم الكبير في مؤتمر صحفي بعد المحاكمة، مؤكيدن أن “ظلم كبير وقع اليوم” بسبب منح كروز فرصة للحياة.
وكانت تسجيلات قد كشفت أن كروز سجل فيديو يوم المجزرة قال فيه: “اسمي نيكولاس وسأكون مطلق النار التالي في مدرسة عام 2018”.
وأضاف وهو يتحدث بهدوء ودون اكتراث في مكان مكشوف “هدفي أن أقتل 20 شخصا على الأقل”. وقال أيضاً “سوف تموتون جميعاً .. نعم، انتظر ذلك بفارغ الصبر”.